# The Cardiac Defect
The Cardiac Defect är hardcorebandet Mammuths fjärde album, som släpptes den 13 februari 2008.

## Låtar
1. Piece By Piece
2. Cord Of Three
3. Blood & Honey
4. Easy Way Out
5. Erased
6. A Blessed Zombies Ride
7. I Am
8. Change My Heart
9. Coins Of Compassion
10. Kyrie